# Thermes taurins

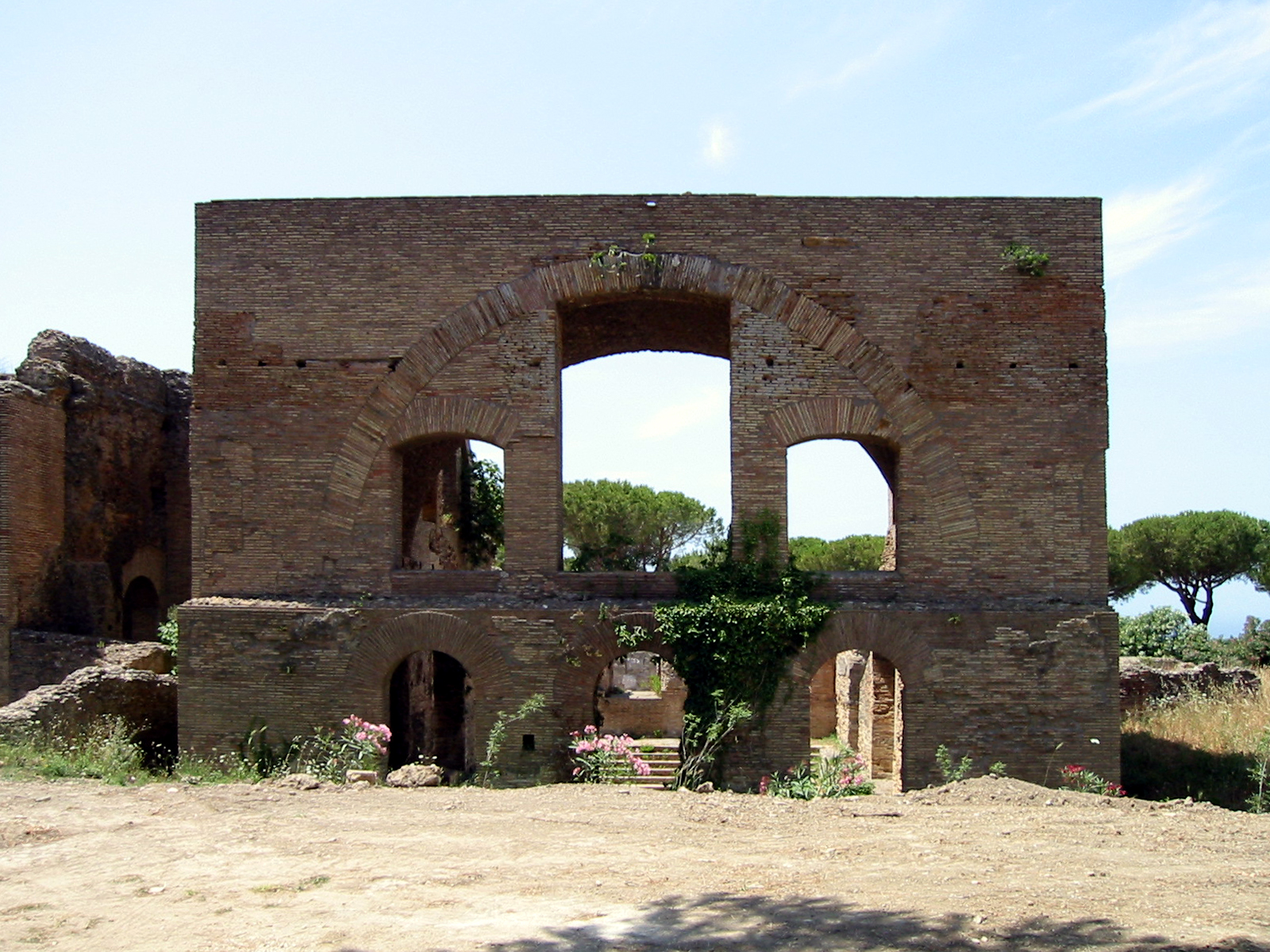
Vestiges du caldarium des thermes taurins.

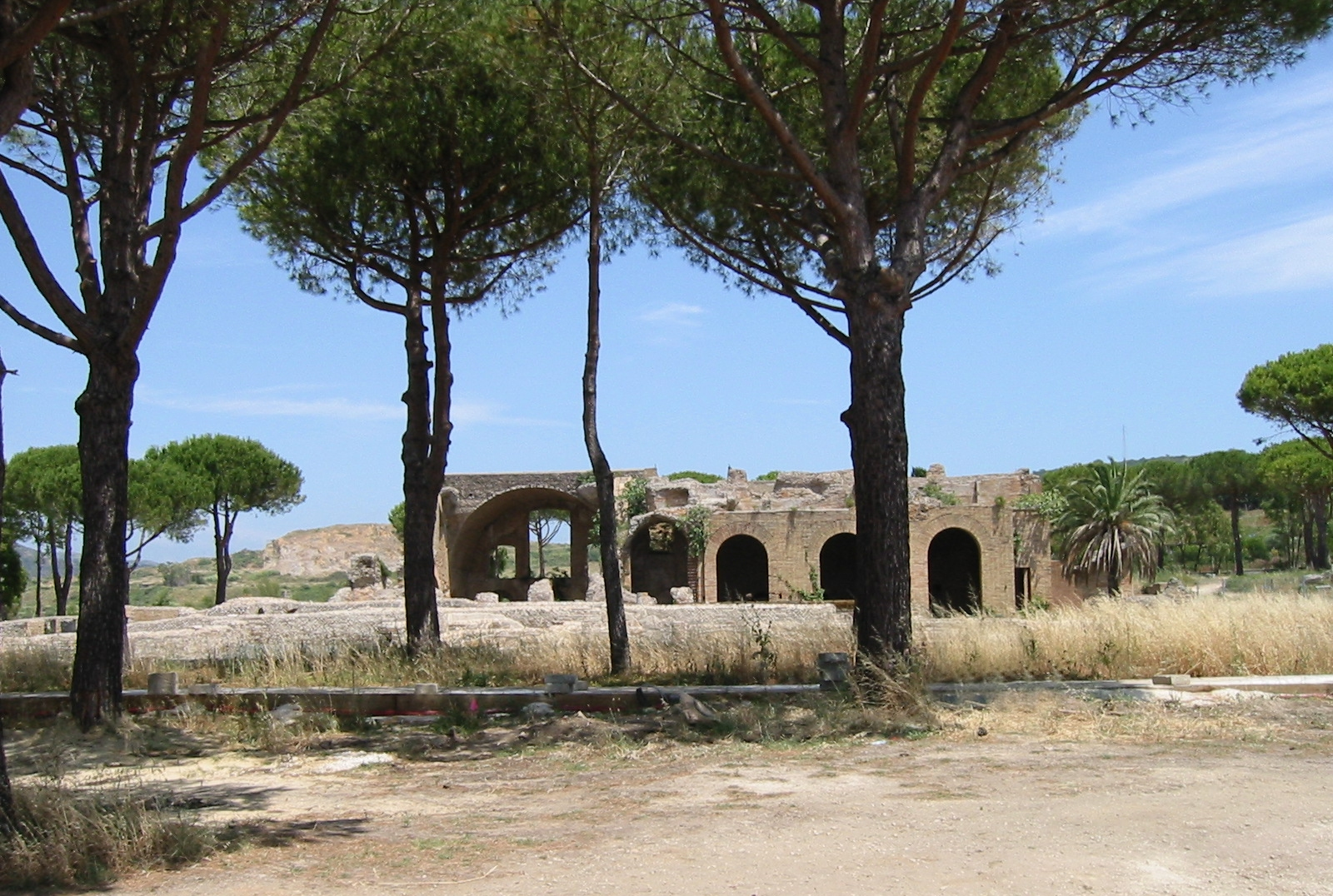
Une vue du site.

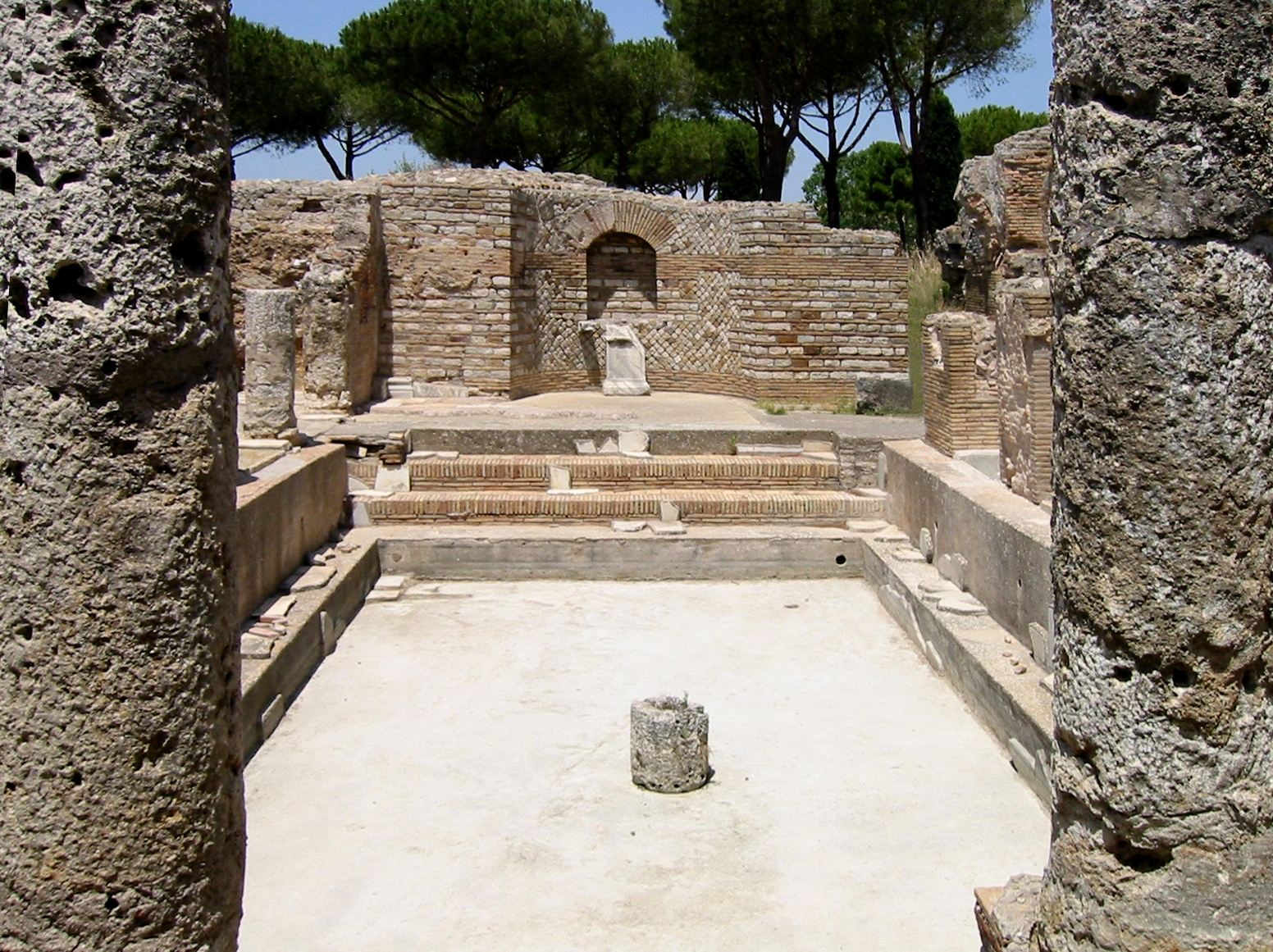
Vestiges du tepidarium.

Les thermes taurins ou  thermes de Trajan sont les vestiges d'un ensemble thermal de l'Empire romain, situé proche de la ville de Civitavecchia dans la région du Latium.

## Histoire
Autrefois identifiés comme la villa de Trajan, les thermes taurins sont construits proche d'une source d'eau - réputée pour ses vertus thérapeutiques - qui jaillit proche de l'ancien petit lac d'Aquae Tauri aux pieds des monts de la Tolfa.
Le site est connu dès la moitié du XVIIIe siècle. Sa construction se développe sur deux périodes; les thermes républicains, datant du Ier siècle av. J.-C.,  qui sont découverts lors de campagnes de fouilles effectuées du  XIXe au début du XXe siècle, et les thermes impériaux remontant au règne d'Hadrien et qui ont été édifiés entre 123 et 136.
Dans les années 1950 jusqu'à nos jours sont réalisées les opérations de consolidation des différentes structures mises au jour comme les voûtes du caldarium, le tepidarium, le cryptoportique et le laconicum. 
En 2000, le site s'enrichit d'un jardin botanique comprenant diverses variétés de fleurs, plantes et arbres caractéristiques de la période où les Romains fréquentaient les thermes.